# Geografie van India

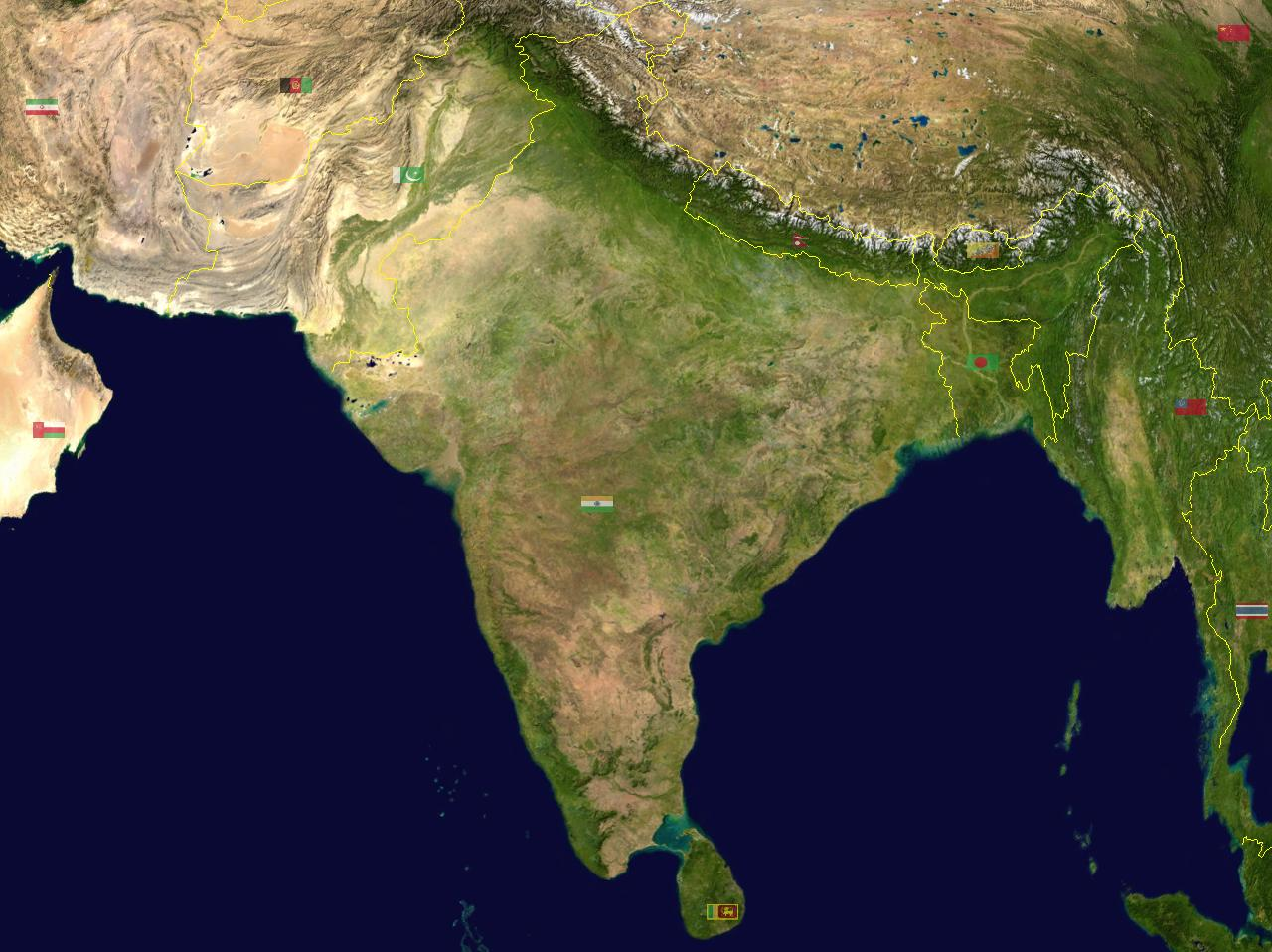
Satellietopname van India en omliggende landen

India

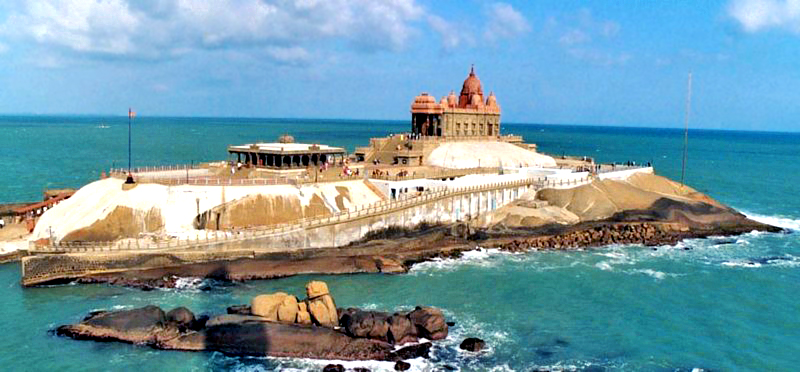
Tempel op een eiland voor de kust bij Kanyakumari, het zuidelijkste punt van het vasteland van India.

De geografie van India is gevarieerd, variërend van bergketens met eeuwige sneeuw, tot woestijnen, vlaktes, regenwouden, heuvels en plateaus.
India ligt ten noorden van de evenaar tussen 8°4' en 37°6' noorderbreedte, en 68°7' en 97°25' oosterlengte. Het is qua oppervlakte het op zes na grootste land ter wereld met een totale oppervlakte van 3.287.263 km². Het land heeft een doorsnede van 3214 km van noord naar zuid en 2993 km van oost naar west. De totale landgrenzen van India bedragen 14.103 km en de kustlijn bedraagt 7517 km.
India is het grootste land op het Indisch subcontinent, het deel van Azië ten zuiden van de Himalaya. Geologisch is dit een deel van de Indische Plaat, die naar het noorden beweegt, tegen de Euraziatische Plaat op. Door deze Continentale collisie worden de Himalaya's gevormd. Het grootste deel van India en het Indisch Subcontinent vormt een puntvormig schiereiland dat de Indische Oceaan insteekt: het Indisch Schiereiland.
India heeft een 2912 km lange grens met Pakistan in het noordwesten. In het noorden heeft het land een 3380 km lange grens met China, 605 km grens met Bhutan en 1690 km grens met Nepal. In het oosten heeft het een 1463 km lange grens met Myanmar en een 4053 km lange grens met Bangladesh. Sri Lanka en de Malediven zijn eilandenstaten ten zuiden van India. Sri Lanka wordt van India gescheiden door de nauwe zeestraat Straat Palk en de Golf van Mannar. Samen met Bangladesh, Pakistan, de Maldiven, Sri Lanka, Bhutan en Nepal wordt India bij Zuid-Azië ingedeeld.
In het zuiden wordt India door de Indische Oceaan omgeven. Deze bestaat uit de Arabische Zee in het westen en de Golf van Bengalen in het oosten. De eilandgroepen van de Andamanen en Nicobaren voor de kust van Myanmar, die de scheiding tussen de Golf van Bengalen en de Andamanse Zee vormen, horen bij India. De kaap bij Kanyakumari in Tamil Nadu is het zuidelijkste punt van het vasteland van India. Het zuidelijkste punt van heel India is Indira Point op de Nicobaren. De territoriale wateren van India reiken tot twaalf zeemijl vanaf de kust.

## Politieke indeling en begrenzing
Bestuurlijk en politiek gezien is India in 28 staten, zes federaal bestuurde unieterritoria en een nationaal hoofdstedelijk territorium verdeeld. Deze indeling is in het algemeen op taalkundige en etnische grenzen gebaseerd, en niet op natuurlijke grenzen. De staten hebben een eigen gekozen parlement, met een regering, Chief minister en een gouverneur. De territoria hebben een door de federale overheid aangewezen bestuurder of luitenant-gouverneur.
Delen van het gebied Jammu en Kasjmir worden opgeëist door China, India en Pakistan. India bestuurt echter een groot deel van het gebied, waaronder de Kasjmirvallei, het gebied rondom de stad Jammu en het hoogland van Ladakh. Pakistan heeft het berggebied rondom Gilgit (Gilgit-Baltistan) en een smalle strook land ten westen van de Kasjmirvallei ("Azad Kasjmir") in handen. China bestuurt Aksai Chin, een onherbergzaam gebied ten noordoosten van het huidige Ladakh. De staat Arunachal Pradesh wordt grotendeels door China opgeëist, maar staat volledig onder bestuur van India. Op enkele andere plekken bestaan tussen India en China ook bevroren grensconflicten. De Indisch-Chinese grens wordt streng gecontroleerd en is slechts op enkele plaatsen voor lokale handelaren geopend. Met Pakistan is de situatie niet veel beter en de grens met Myanmar is zelfs geheel afgesloten. Alleen met Nepal, Bhutan en Bangladesh is het grensverkeer genormaliseerd.

## Fysische geografie
India wordt verdeeld in zeven geomorfologische gebieden. Dit zijn:
1. De Grotere Himalaya in het noorden
2. De vruchtbare Indus-Gangesvlakte, deze beslaat het grootste deel van het noorden van India.
3. De Tharwoestijn in het uiterste westen, tegen de Pakistaanse grens.
4. De Centrale Hooglanden, inclusief het Hoogland van Dekan, vormen het grootste deel van Centraal-India en delen van Zuid-India.
5. De oostkust met de Oost-Ghats
6. De westkust met de West-Ghats
7. De eilandengroepen in de oceaan, waaronder de Andamanen en Nicobaren.

### De Himalaya

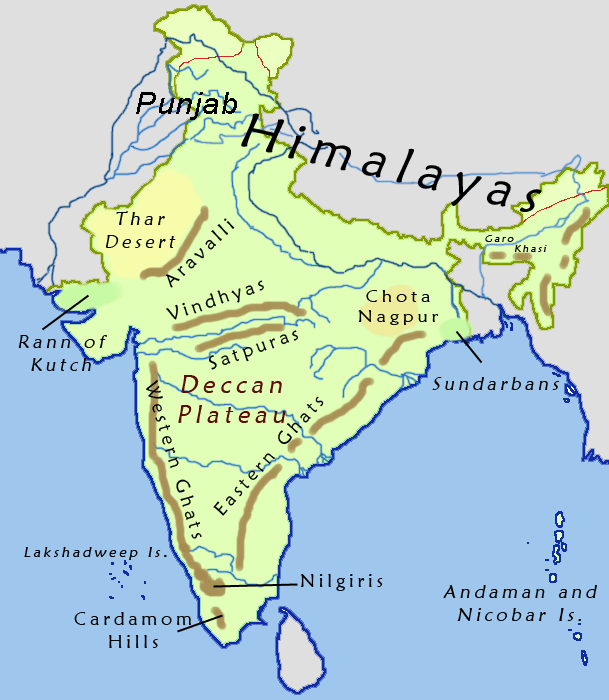
Schematische kaart van gebergten en andere fysisch-geografische eenheden in India

Het Indisch Subcontinent wordt in het noorden begrensd door de machtige bergketens van de Grotere Himalaya, die naast de eigenlijke Himalaya onder andere de Karakoram en Hindoekoesj omvat, en bergketens in het noordoosten zoals de Patkai en het Arakangebergte. Deze gebergtes zijn ontstaan door de continentale botsing van India op Azië vanaf ongeveer 15 miljoen jaar geleden. De botsing gaat nog steeds door en de toppen van de Himalaya worden elk jaar een paar mm hoger. De eigenlijke Himalaya begint in het westen bij de kloof van de Indus (in Pakistan) en vormt een ongeveer 2500 km lange zuidwaarts convexe boog tot aan de kloof van de Siang (Brahmaputra) in het oosten. De Karakoram lig parallel aan de Himalaya in het noordwesten. Alleen het oostelijke uiteinde van dit gebergte valt onder Indiaas gezag. Ten noorden van de Himalaya bevindt het onherbergzame Tibetaans Plateau. In het oosten gaat de Himalaya over in de Hengduan Shan, die van noord naar zuid loopt en de grens met het zuidwesten van China vormt. Het Patkai- en het Arakangebergte zijn een uitloper van de Hengduan Shan, die als een westwaarts convexe boog de grens tussen het Indisch Subcontinent en Burma (dat tot Zuidoost-Azië gerekend wordt) vormt.
De Himalaya kenmerkt zich van noord naar zuid door een serie parallelle bergruggen, die oplopen in hoogte. Tussen deze ruggen bevinden zich lagere zones van langgerekte valleien, die "duns" of "doons" genoemd worden. Dit is terug te vinden in plaatsnamen als Dehradun. De eerste rug bestaat in India uit de Siwaliks. Het is de eerste opmaat uit de vlaktes van het noorden, maar deze "hills" (heuvels) komen nergens boven de 2000 m. Ten noorden daarvan ligt een hogere serie bergruggen, zoals de Pir Panjal en Dhauladhar, die toppen tot 5000 m hoogte bevat. De hoofdkan, de Grote Himalaya, ligt daarachter. In het uiterste noordwesten van India worden deze twee bergkammen gescheiden door de brede Kasjmirvallei. Nog verder noordelijk ligt een iets lagere serie bergkammen, die de Transhimalaya genoemd wordt.
Het Indiase deel van de Himalaya wordt door Nepal gescheiden in een oostelijk deel (de deelstaten Sikkim en Arunachal Pradesh) en een westelijk deel (de unieterritoria Jammu en Kasjmir en Ladakh en de deelstaten Himachal Pradesh en Uttarakhand). Op de meeste plekken vormt de Grote Himalaya de grens met Tibet. De streek Ladakh in het uiterste noordwesten is een uitzondering en valt in de Transhimalaya en Karakoram.
Het centrale deel van de Himalaya, met Mount Everest, valt buiten Indiaas grondgebied. De hoogste bergtop van India is de Kangchenjunga (8586 m) op de grens tussen Sikkim en Nepal. Overigens maakt India aanspraak op de hogere K2 in de Karakoram, die echter de facto op de grens tussen Pakistan en China ligt.
De rivieren die in de Himalaya en op het Tibetaans Plateau ontspringen zorgen voor water voor de vruchtbare Indus-Gangesvlakte. De gebergten zijn ook de grens tussen de twee grootste biogeografische ecozones: het gematigde Palearctisch gebied en het Indomaleisisch gebied. Historisch gezien hebben deze gebergten als een barrière gediend tegen invallers.

### Indus-Gangesvlakte
De Indus-Gangesvlakte bevindt zich direct ten zuiden van de Himalaya. Het gebied heeft een oppervlakte van 700,000 km², waarvan aanzienlijke delen in Pakistan en Bangladesh liggen. Dit laagland bestaat uit de riviervlaktes van de Indus, Ganges, Brahmaputra en hun zijrivieren. Er liggen diverse miljoenensteden in het gebied en de totale bevolking is bijna 1 miljard, ongeveer een zevende van de wereldbevolking.
Van de Indus bevindt alleen een klein deel van de bovenloop zich op Indiaas grondgebied (in Ladakh), maar de vijf voornaamste zijrivieren de Beas, de Chenab, de Ravi, de Sutlej en de Jhelum stromen allen in zuidwestelijke richting door de Indiase deelstaten Punjab en Haryana naar Pakistan. De spoelvlakte van deze vijf rivieren wordt de Punjab (Sanskriet voor "vijf wateren") genoemd en is verdeeld in een Indiaas en Pakistaans deel. Tussen de Punjab en de Indiase hoofdstad Delhi bevindt zich een plateau dat de waterscheiding tussen Indus en Ganges vormt.
Het riviersysteem van de Ganges en Brahmaputra heeft met 1.100.000 km² het grootste stroomgebied van India. De rivier de Ganges heeft zijn oorsprong in de gletsjer van Gangotri in Uttarakhand en stroomt in zuidoostelijke richting door het centrale deel van de vlakte, dat Hindoestan genoemd wordt en ongeveer overeenkomt met de deelstaat Uttar Pradesh. Verder naar het oosten stroomt de Ganges door Bihar en West-Bengalen naar Bangladesh. Van de belangrijkste zijrivieren van de Ganges komen de meesten uit de Indiase en Nepalese Himalaya in het noorden. Een uitzondering is de Chambal, een zijrivier die in het Vindhyagebergte in het zuiden ontspringt en voornamelijk oostwaarts stroomt.
De Brahmaputra heeft zijn oorsprong in Tibet en stroomt in zuidwestelijke richting door het oostelijkste deel van de Indus-Gangesvlakte, dat bestaat uit de relatief smalle vallei van Assam. Deze vallei wordt omgeven door de Himalaya's in het noorden, het Patkaigebergte in het oosten en het hooggelegen Plateau van Shillong in het zuiden. In Bangladesh komen de Ganges en Brahmaputra samen, om via een enorme delta uit te monden in de Golf van Bengalen. Ongeveer twee derde van deze delta ligt in Bangladesh. Het Indiase deel van de delta, in West-Bengalen, bevat onder andere de miljoenenstad Kolkata. Het mangrovegebied van de mondingen van de Ganges wordt de Sundarbans genoemd. Het is een moerasgebied met duizenden rivierlopen, eilanden en kreken.

#### Vindhya- en Satpuragebergte

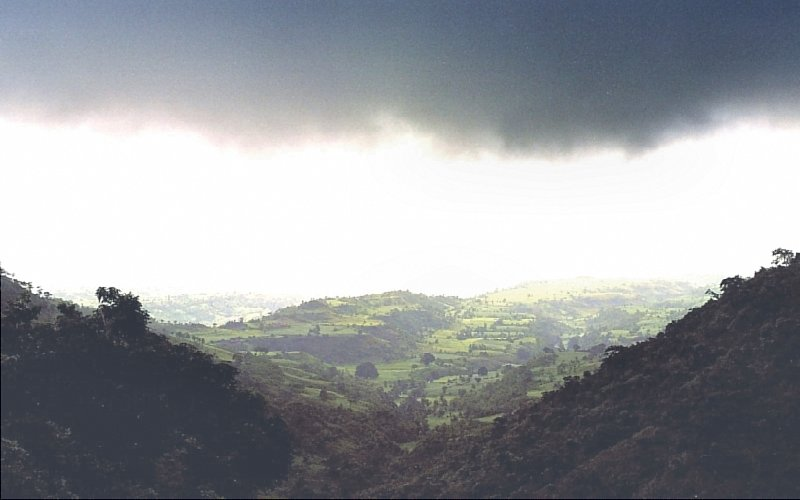
Het Vindhyagebergte

Het Vindhyagebergte strekt zich uit over een lengte van zo'n duizend kilometer, hoofdzakelijk in de staat Madhya Pradesh. Dit oude geërodeerde gebergte vormt samen met het parallel ten zuiden daarvan gelegen Satpuragebergte en het ten oosten hiervan gelegen hoogland van Chota Nagpur, de natuurlijke grens tussen de Indus-Gangesvlakte van Noord-India en het Hoogland van Dekan op het Indiase Schiereiland. Het Vindhya- en het Satpuragebergte worden van elkaar gescheiden door de vallei van de rivier de Narmada.

#### Aravalligebergte
Het Aravalligebergte is het oudste gebergte van India en loopt over een lengte van vijfhonderd kilometer van noordoost naar zuidwest door de staat Rajasthan in het westen van India. Het noordelijke deel van de keten loopt verder als een gebied met geïsoleerde heuvels en rotsachtige bergruggen naar de staat Haryana, nabij Delhi. De hoogste bergtop van het Aravalligebergte is de berg Abu met een hoogte van 1722 m. Het Aravalligebergte is het geërodeerde overblijfsel van een zeer oud geplooid bergsysteem, waarvan de toppen ooit eeuwige sneeuw bezaten. Het gebergte kwam in het Precambrium omhoog, tijdens wat de orogenese van Aravali-Delhi wordt genoemd.

#### West-Ghats
De West-Ghats loopt aan de westkant van het Hoogland van Dekan en scheidt dit hoogland van een smalle kustvlakte langs de Arabische Zee. De West-Ghats start nabij de grens van Gujarat en Maharashtra en loopt ongeveer 1600 km naar het zuiden door tot voorbij Kerala, en eindigt bij de plaats Kanyakumari in Tamil Nadu, het zuidelijkste punt van het vasteland van India. De gemiddelde hoogte van de West-Ghats is zo'n 1200 meter.

#### Oost-Ghats
De Oost-Ghats is een onderbroken bergketen die is geërodeerd en doorsneden door de vier grote rivieren van Zuid-India: de Godavari, Mahanadi, Krishna en de Kaveri. Deze bergketen loopt parallel aan de Golf van Bengalen, van West-Bengalen in het noorden tot in Tamil Nadu in het zuiden, ten oosten van de Nilgiri, waar het de West-Ghats ontmoet. De Oost-Ghats zijn niet zo hoog als de West-Ghats, maar toch zijn er enkele bergtoppen die hier boven de duizend meter uitkomen.

### Indus-Gangesvlakte

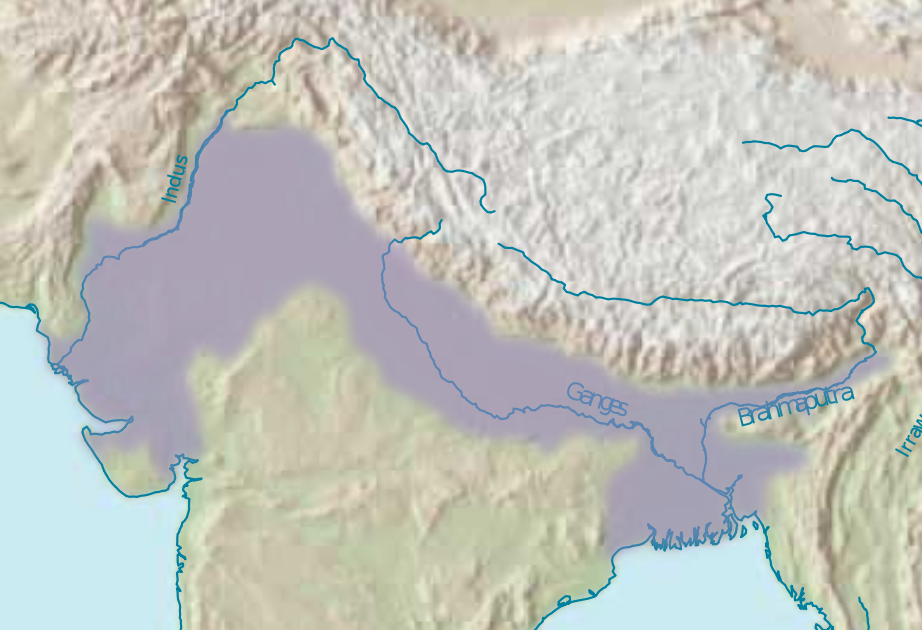
Schematische kaart van de Indus-Gangesvlakte

De Indus-Gangesvlakte is een zeer grote laagvlakte waar de rivieren en de vele zijrivieren van de Indus, Ganges en de Brahmaputra lopen. Deze vlakte ligt voor een groot deel parallel ten zuiden van de Himalaya en ligt in India in de staten Punjab, Haryana, delen van Rajasthan, Uttar Pradesh, Bihar, Jharkhand, West-Bengalen, een deel van Assam en aangrenzende delen van andere staten. De vlakte heeft een oppervlakte van zo'n 700.000 km².
De Indus-Gangesvlakte vormt 's werelds uitgebreidste oppervlakte aan ononderbroken alluviale sedimenten. De vlakte is een van de intensiefst gebruikte landbouwgebieden van de wereld. De gewassen die hier verbouwd worden zijn hoofdzakelijk rijst en graan, die om en om worden verbouwd. De vlakte is vlak en kent weinig bossen, waardoor het geschikt is voor irrigatie, met behulp van kanalen.
De Indus-Gangesvlakte is tevens een van de dicht bevolktste gebieden ter wereld.

### Tharwoestijn

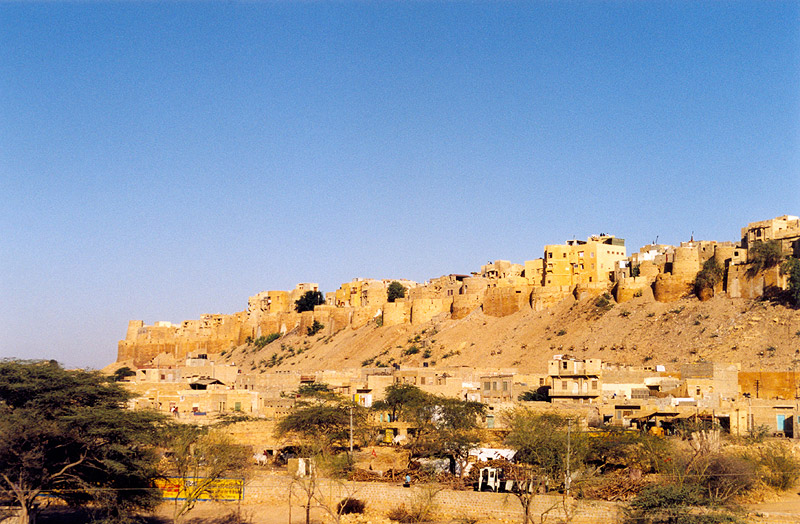
Jaisalmer in de Tharwoestijn

De Tharwoestijn, ook bekend als de Grote Indiase Woestijn, is een hete woestijn die zich uitrekt over een significant deel van het westen van India. De woestijn strekt zich uit over vier staten in India: Punjab, Haryana, Rajasthan en Gujarat, en heeft een oppervlakte van meer dan 200.000 km². 61% hiervan ligt in Rajasthan.
In het zuidwesten van de woestijn, richting de Arabische Zee, ligt de Rann van Kutch, een onherbergzame zoutvlakte en seizoensgebonden moerasgebied.

### Hooglanden
India kent drie belangrijke hooglanden en plateaus: het plateau van Malwa in het westen, het Hoogland van Dekan, die het grootste deel van het Indiase Schiereiland bedekt, en het plateau van Chota Nagpur in het oosten in en rond Jharkhand.
Het Hoogland van Dekan is een groot driehoekig hoogland, die wordt begrensd door het Vindhya- en het Satpuragebergte in het noorden, de Oost-Ghats en West-Ghats in respectievelijk het oosten en het westen. Het hoogland heeft een totale oppervlakte van zo'n 1,9 miljoen km². Het heeft in hoofdzaak een vrij vlak en golvend terrein en de hoogte varieert van honderd meter in het noorden tot duizend meter in het zuiden.
Chota Nagpur is een plateau in oostelijk India, die het grootste deel van de staat Jharkhand beslaat en aangrenzende delen van Odisha, Bihar en Chhattisgarh. De totale oppervlakte van Chota Nagpur bedraagt zo'n 65.000 km². Het beboste plateau is een toevluchtsoord voor tijgers en olifanten. Chota Nagpur staat bekend om zijn grote voorraden ertsen en steenkool.

### Oostkust
De oostelijke kustvlakte is een breed stuk land tussen de Oost-Ghats en de Golf van Bengalen. Het strekt zich uit van Tamil Nadu in het zuiden tot in West-Bengalen in het noorden. Delta's van vele grote Indiase rivieren vormen een belangrijk onderdeel van dit gebied. De Godavari, Mahanadi, Krishna en de Kaveri zorgen voor de afwatering van deze kustvlakte. De oostkust ontvangt de noordoostelijke en de zuidwestelijke moesson en heeft een gemiddelde jaarlijkse neerslagsom van tussen de 1000 mm en 3000 mm.
De kustvlakte heeft een breedte van tussen de honderd en honderddertig kilometer en is verdeeld in meerdere gebieden, zoals de delta van de Mahanadi, het zuidelijke vlakte van Andhra Pradesh, de delta's van de Krishna en de Godavari, de kust bij Kanyakumari en de Kust van Coromandel.

### Westkust

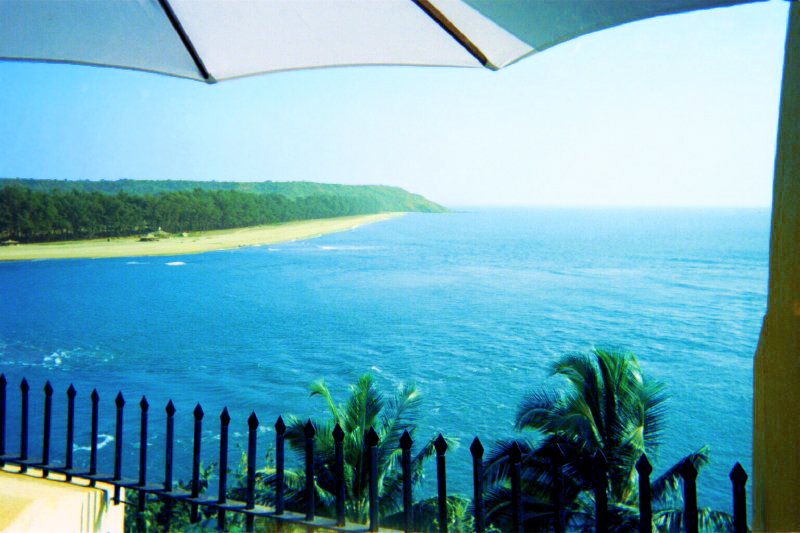
De westkust bij Goa

De westelijke kustvlakte is een smalle strook land, ingeklemd tussen de West-Ghats en de Arabische Zee. De kuststrook begint in Gujarat in het noorden en loopt door de staten Maharashtra, Goa, Karnataka en Kerala. De westkust heeft een breedte van tussen de vijftig en honderd kilometer.
De relatief korte rivieren en meerdere binnenwateren bewateren het gebied. De rivieren, die hun oorsprong hebben in de West-Ghats zijn snelstromend en bevatten het hele jaar door water. Omdat de rivieren snel stromen hebben er zich aan de kust, in plaats van delta's, estuaria gevormd. De belangrijkste rivieren zijn de Tapti, Narmada, Mandovi en de Zuari.
De westkust wordt in drie gebieden verdeeld. Het noordelijke deel in Maharashtra en Goa staat bekend als de kust van Konkan, het centrale deel in Karnataka als de kust van Kanara en het zuidelijke deel in en rond Kerala als de kust van Malabar.

### Eilanden
India heeft twee grote bezittingen buiten de kust: de Laccadiven, en de Andamanen en Nicobaren. Beide eilandengroepen worden bestuurd door de federale overheid van India als unieterritoria.
De Laccadiven liggen twee- tot driehonderd kilometer vanaf de kust van Kerala in de Arabische Zee. De eilanden bestaan uit twaalf koraalatollen, drie koraalriffen en vijf banken. Tien van deze eilanden worden bewoond.
De Andamanen en Nicobaren zijn een eilandenketen in de Golf van Bengalen tussen de kusten van Myanmar en Sumatra. De eilanden liggen zo'n 950 km van Calcutta. Het unieterritorium bestaat uit twee eilandengroepen: de Andamanen in het noorden en de Nicobaren in het zuiden. De Andamanen bestaan uit 204 eilanden over een totale lengte van 352 km en het noordelijkste eiland ligt 193 km ten zuiden van Kaap Negrais in Myanmar. De Nicobaren bestaan uit 22 eilanden en het zuidelijkste eiland ligt zo'n 200 km ten noorden van Atjeh op Sumatra.

## Rivieren

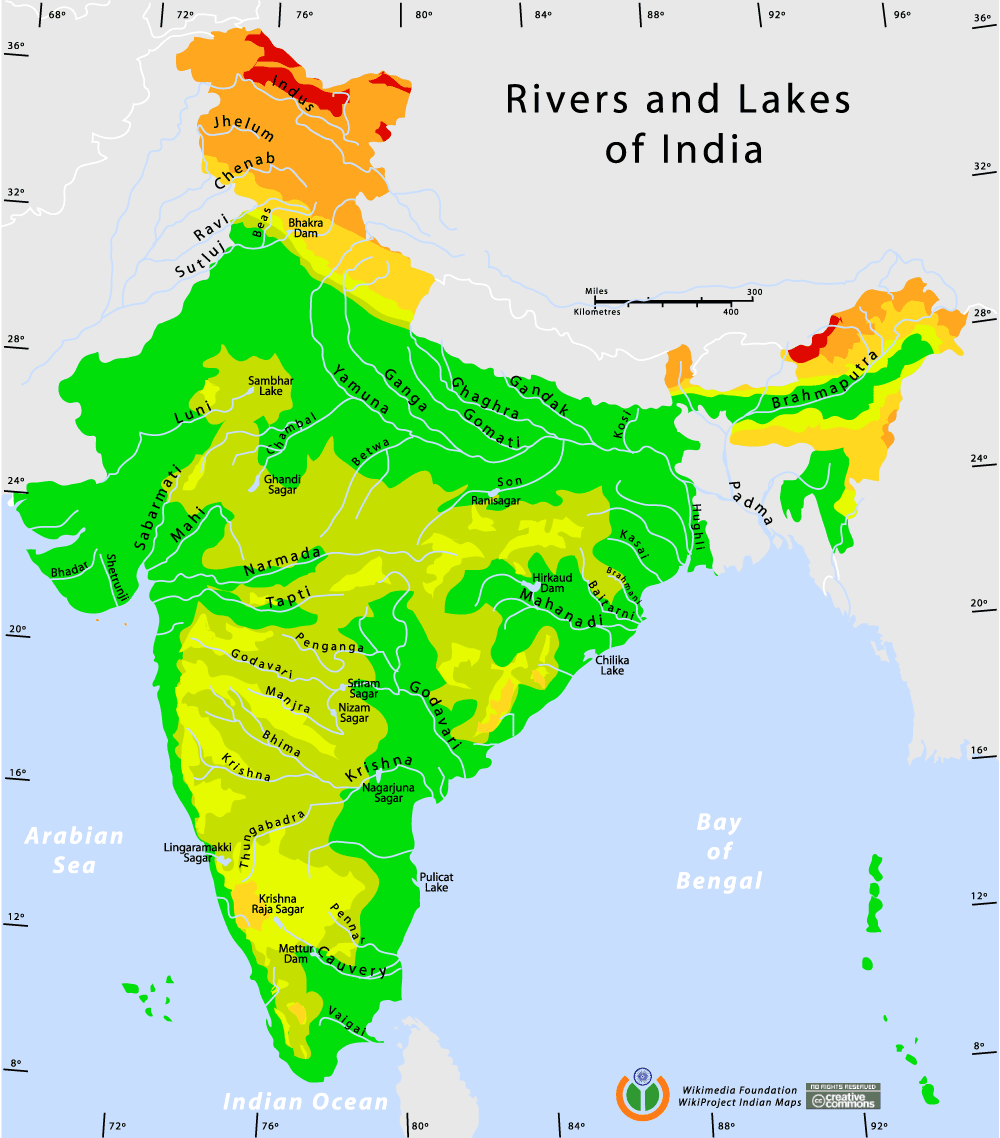
Rivieren en meren in India

Er worden twaalf rivieren in India als groot geclassificeerd. Zij hebben een totaal stroomgebied van meer dan 2.528.000 km². Zij hebben hun oorsprong op een van de drie belangrijkste waterscheidingen:
1. de Himalaya en de Karakoram
2. het Vindhya- en het Satpuragebergte
3. de West-Ghats

De rivieren die naar het westen stromen zijn de Narmada en de Tapti, die in de Arabische Zee uitkomen. In de West-Ghats hebben alle rivieren van het Hoogland van Dekan hun oorsprong. Dit zijn onder andere de Godavari, de Krishna en de Kaveri, die in de Golf van Bengalen uitkomen.

## Wateroppervlaktes
De grootste zeeën zijn de Arabische Zee in het westen en de Golf van Bengalen in het oosten, die beide een deel zijn van de Indische Oceaan, en de rest van de Indische Oceaan in het zuiden. Kleinere zeeën zijn de Laccadivenzee en de Andamanse Zee.
De belangrijkste golven zijn de Golf van Khambhat, de Golf van Kutch en de Golf van Mannar. Zeestraten zijn Straat Palk, dat India en Sri Lanka van elkaar scheidt, het Tiengraadkanaal, dat de Andamanen en de Nicobaren van elkaar scheidt, en het Achtgraadkanaal, dat het eiland Minicoy van de rest van de Laccadiven scheidt.
Belangrijke kapen liggen Kanyakumari in Tamil Nadu, het zuidelijkste punt van het vasteland van India, Indira Point op Groot-Nicobar, het zuidelijkste punt van geheel India, de Adamsbrug en Kaap Calimere, beiden in in Tamil Nadu.
Belangrijke meren zijn het Chilkameer in Odisha, het meer van Kolleru in Andhra Pradesh, het meer van Loktak in Manipur, het Dalmeer in Jammu en Kasjmir, het zoutmeer van Sambhar in Rajasthan en het Vembanadmeer in de Backwaters van Kerala.

## Natte gebieden
Natte gebieden komen overal in India voor; van koud naar droog; van die in Ladakh tot die in het natte en vochtige klimaat op het Indiase Schiereiland. Deze natte gebieden zijn direct of indirect gekoppeld aan de rivieren. De overheid van India heeft 22 van deze gebieden als beschermd aangemerkt. Tot de beschermde gebieden behoren onder andere de tropische mangroves op het Indiase Schiereiland en de zoute wadden in het westen van India.
Mangroven komen langs de hele kust van India voor, in beschutte estuaria, kreken, binnenwateren, zoute moerassen en wadden. Het mangrovegebied ligt verspreid over een oppervlakte van 6740 km², wat zeven procent is van 's werelds totale mangroveoppervlakte. De meeste van de als beschermd aangemerkte natte gebieden zijn onderdeel van natuurreservaten en nationale parken.

### De Sundarbans

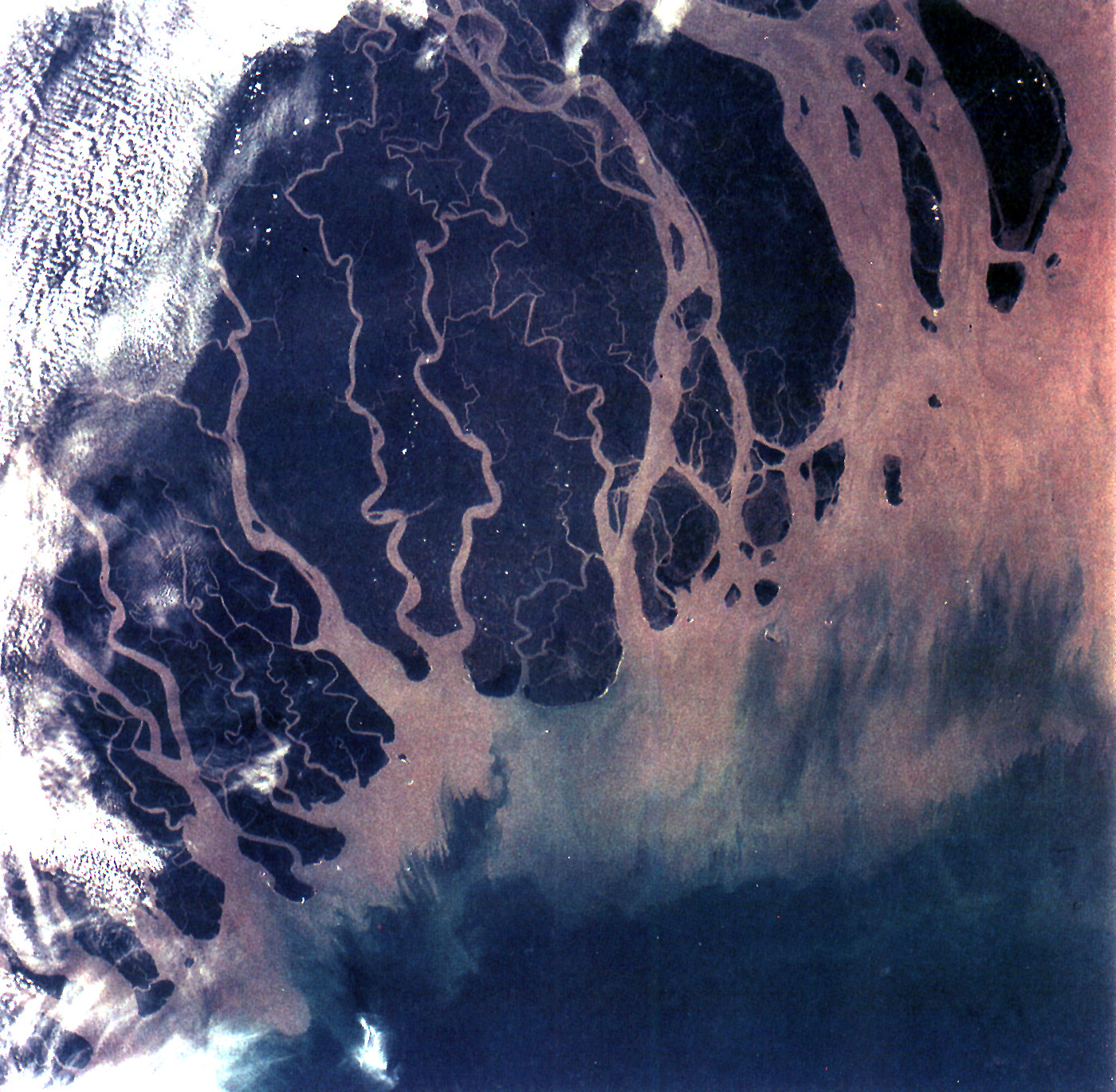
Rivierdelta van de Ganges, tussen Bangladesh en India

Het deltagebied van de Sundarbans zijn het grootste mangrovebos ter wereld. Het is gelegen ten westen van de monding van de Ganges en ligt verspreid over West-Bengalen en Bangladesh. Het deel van India en het deel van Bangladesh staan apart op de Werelderfgoedlijst van UNESCO vermeld, ook al horen ze tot hetzelfde natuurgebied. De Sundarbans worden doorsneden door een gecompliceerd netwerk van getijdenwateren, wadden en kleine eilanden van zoute mangrovebossen.
Het gebied staat bekend om zijn diverse fauna. De bekendste hiervan is de Bengaalse tijger, maar ook vele soorten vogels, axisherten, krokodillen en slangen bevolken het gebied.

### Rann van Kutch

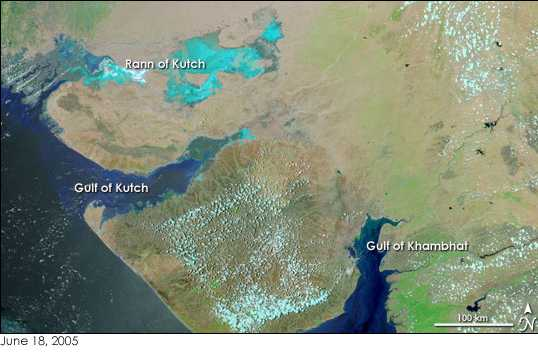
Satellietopname van de Rann van Kutch en omgeving. De Rann van Kutch is in het lichtblauw

De Rann van Kutch is een zoutvlakte en seizoensgebonden moerasgebied in het uiterste zuidwesten van de Tharwoestijn, in de staat Gujarat . De naam "Rann" komt uit het Hindi-woord "ran", wat "zoutmoeras" betekent. De Rann van Kutch beslaat zo'n 26.000 vierkante kilometer. Het gebied was ooit een grote ondiepe inham van de Arabische Zee. Totdat een aanhoudende tektonische opheffing de verbinding met de zee afsloot, werd er een meer gecreëerd. Later droogde het gebied op en werd het een grote zoutvlakte.
In India's zomermoesson wordt de vlakke woestijn van zoute klei en modder gevuld met stilstaand water, wat een broedgebied vormt voor enkele van de grootste zwermen gewone en kleine flamingo's.

## Klimaat

Klimaatzones in India
hooggebergteklimaat
chinaklimaat
tropisch savanneklimaat
tropisch nat klimaat
steppeklimaat
droog klimaat

Het klimaat in India is zeer divers, in verband met de grote schaal en gevarieerdheid van de geografie. Het is hierdoor moeilijk om een algemeen beeld te schetsen van het klimaat in India. Volgens de klimaatclassificatie van Köppen bestaat India uit zeven verschillende soorten klimaten. Dit zijn een woestijnklimaat BWh, steppeklimaat BSh, gematigd chinaklimaat Cwb, hooggebergteklimaat, EH of H, warm chinaklimaat Cwa of gematigd savanneklimaat, tropisch savanneklimaat Aw en een tropisch moessonklimaat Am. Veel gebieden hebben echter ook sterk verschillende plaatselijke klimaten.
India kent vier seizoenen: winter: januari en februari, zomer: maart tot en met mei, een moessonseizoen: juni tot en met september en de periode na het moessonseizoen: oktober tot en met december.
De Himalaya fungeert als een vrijwel ondoordringbare barrière tegen de moessonwinden uit het zuiden. De noordelijke hellingen ontvangen vrijwel geen regen, terwijl de zuidelijke hellingen tot de natste plaatsen op Aarde behoren. De Himalaya houdt ook de koude valwinden vanuit Centraal-Azië tegen, waardoor het noorden van India gedurende de winter relatief warm blijft. In de zomer zorgt hetzelfde gegeven ervoor dat India, ten opzichte van zijn breedtegraad, relatief heet is.
In de zomer komen de temperaturen overdag boven de veertig graden Celsius uit. De kustregio's zijn wat minder heet, met temperaturen die boven de 30°C uitkomen, gecombineerd met een hoge vochtigheidsgraad. In de Tharwoestijn kunnen de temperaturen boven de 45°C uitkomen.
De zomer wordt gevolgd door een zuidwestelijke moesson, die het grootste deel van India van regen voorziet. De regen dragende wolken worden aangetrokken door de lage druk die boven de Tharwoestijn ontstaat. De officiële datum van het begin van moessonseizoen is 1 juni, wanneer de moesson de kust van Kerala bereikt. De zuidwestelijke moesson splitst zich in twee takken: die van de Golf van Bengalen en die van de Arabische Zee. Wanneer het begin juli is ontvangt het grootste deel van India neerslag van de moesson. De moesson trekt zich in augustus terug uit het noorden van India en in oktober uit Kerala. De korte periode na het terugtrekken van de moesson wordt gekenmerkt door rustig weer.
Tegen november begint de winter geleidelijk aan zijn intrede te doen in de noordelijke gebieden. De winter begint in het noorden in november en eind december in het zuiden. De winters op het schiereiland hebben milde tot warme dagen en koele nachten. Verder naar het noorden zijn de temperaturen lager. De temperaturen in sommige delen van de Indiase vlaktes kunnen dan 's nachts onder het vriespunt uitkomen.

## Geologie

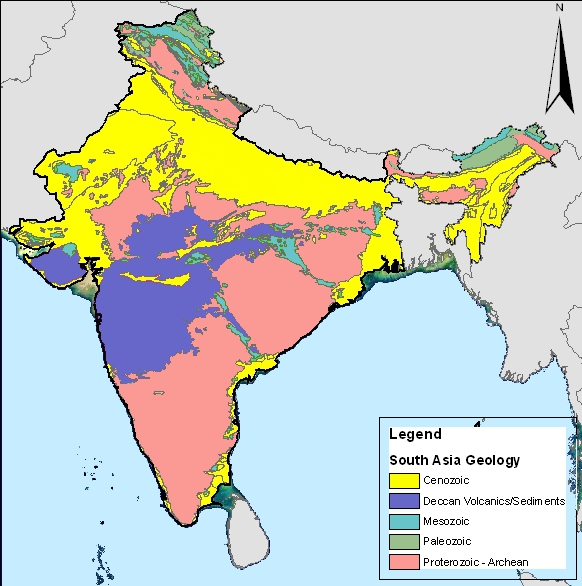
Geologische gebieden in India
Cenozoïcum
Hoogland van Dekan
Mesozoïcum
Paleozoïcum
Proterozoïcum

India kent een gevarieerde geologie die alle geologische tijdperken doorloopt. De geologie van India wordt geclassificeerd aan de hand van het moment van ontstaan.

### Platentektoniek
Het Indische kraton was ooit een onderdeel van het supercontinent Pangea. Op dat moment zat de zuidwestkust vast aan Madagaskar en zuidelijk Afrika en de oostkust aan Australië. 160 miljoen jaar geleden gedurende de Jura-periode, zorgde riftvorming ervoor dat Pangaea in tweeën brak om zo de supercontinenten Gondwana in het zuiden en Laurazië in het noorden te vormen. Het Indische kraton bleef vastzitten aan Gondwana tot dit supercontinent in het Krijt, zo'n 125 miljoen jaar geleden, uiteen begon te vallen. Vanaf dat moment begon de Indische Plaat naar het noorden, richting de Euraziatische Plaat, te schuiven, met een tempo, dat als de snelste beweging van elke bekende tektonische plaat wordt gezien.
Madagaskar werd ongeveer negentig miljoen jaar geleden van de Indische Plaat gescheiden. De Indische Plaat botste zo'n vijftig miljoen jaar geleden tegen de Euraziatische Plaat. Hierdoor ontstonden de Himalaya en aangrenzende gebergten, die het resultaat zijn van de convergente plaatgrens en deformatie van de twee platen. De voortdurende platentektoniek zorgde ervoor dat de Himalaya jaarlijks met een centimeter stijgt.

### Formaties
De precambrische formaties van Kadapa en Vindhyan liggen verspreid over de oostelijke en zuidelijke staten en voor een klein deel ook over westelijk en centraal India.
De paleozoïsche formaties uit het Cambrium, Ordovicium, Siluur en Devoon kan men vinden in de westelijke Himalaya in Jammu en Kasjmir en Himachal Pradesh.
De Deccan Traps uit het Mesozoïcum kan in het grootste deel van het noorden van het Hoogland van Dekan worden gezien. De Deccan Traps is een vulkanische vlakte, vermoedelijk ontstaan als gevolg van een mantelpluim of hotspot. De bodem is zwart van kleur en bevorderlijk voor landbouw.
Er komen op verschillende plaatsen formaties aan de oppervlakte:
- Er zijn uit het Carboon, Perm, Trias en Jura formaties in de westelijke Himalaya, die van de Jura ook in Rajasthan.
- Tertiaire overblijfselen in Manipur, delen van Arunachal Pradesh en langs de voet van de Himalaya
- Uit het Krijt in het Vindhyagebergte, in het centrale deel van India en in delen op de Indus-Gangesvlakte.
- Uit het Eoceen in de westelijke Himalaya en in Assam.
- Uit het Oligoceen in Assam en Kutch.
- Pleistocene formaties zijn in heel centraal India te zien.

India is rijk aan bruin- en steenkool, ijzererts, mangaan en aluminium. De Andomanen en Nicobaren zijn van vulkanische oorsprong.